# Дойна Іґнат
Дойна Іґнат  (рум. Doina Ignat, 20 грудня 1968) — румунська веслувальниця, олімпійська чемпіонка.

## Виступи на Олімпіадах
| Олімпіада      | Дисципліна                      | Місце |
| -------------- | ------------------------------- | ----- |
| Барселона 1992 | четвірка парна                  | 2     |
| Атланта 1996   | вісімка розстібна зі стерновим  | 1     |
| Сідней 2000    | двійка розстібна без стернового | 1     |
| Сідней 2000    | вісімка розстібна зі стерновим  | 1     |
| Афіни 2004     | вісімка розстібна зі стерновим  | 1     |
| Пекін 2008     | вісімка розстібна зі стерновим  | 3     |